# Frédéric Rubwejanga
Frédéric Rubwejanga (ur. 1931 w Nyabinyenga) – rwandyjski duchowny rzymskokatolicki, w latach 1992-2007 biskup Kibungo.

## Życiorys
Święcenia kapłańskie przyjął 20 września 1959. 30 marca 1992 został prekonizowany biskupem Kibungo. Sakrę biskupią otrzymał 5 lipca 1992. 28 sierpnia 2007 przeszedł na emeryturę.